# Mukambu (periodiskt vattendrag i Burundi, Bururi)
Mukambu är ett periodiskt vattendrag i Burundi.   Det ligger i provinsen Bururi, i den centrala delen av landet, 80 km sydost om huvudstaden Bujumbura.
I omgivningarna runt Mukambu växer huvudsakligen savannskog. Runt Mukambu är det ganska tätbefolkat, med 124 invånare per kvadratkilometer.